# Julius Příborský
Julius Příborský (3. srpna 1824 Humpolec – 2. května 1905 Praha) byl hospodářský rada, ředitel několika panství, starosta krajského zastupitelstva v Lounech, ředitel polnohospodářské školy v Děčíně – Libverdě,  místopředseda Hospodářského klubu pro Království české, člen výboru Zemědělské rady pro Království české, president správní rady cukrovaru Most, člen správní rady Pražsko-duchcovské dráhy, člen správní rady Hospodářské úvěrní banky pro Čechy, čestný člen obce Veltrusy, atd.

## Vzdělání
Julius se narodil roku 1824 v Humpolci, kde navštěvoval národní školu, další stupeň již absolvoval v němčině v Jihlavě, kde navštěvoval i gymnázium, které dokončil v Německém Brodě v letech 1836–1839. Potom jeho otce přesvědčil strýc A. E. Komers, aby Julius absolvoval kurz zemědělského a lesního hospodářství na pražské technice a nastoupil kariéru správce. Oba ročníky tohoto kurzu v letech 1840–1841 ukončil s velmi dobrým prospěchem.

## Praxe
Od roku 1841 nastoupil u hraběte Františka Thuna jako praktikant hospodářské správy vedené strýcem Komersem. Roku 1852 je pověřen řízením Peruce. V letech 1852–1866 je ekonomický správce a direktor Julius také členem C. k. Vlastenecko-hospodářské společnosti. a při 200. jubileu by zařazen mezi její význačné členy. Roku 1855 byl na intervenci hraběte Jindřicha Chotka a A. Komerse od hraběte Thuna uvolněn, aby zavedl na panství Veltrusy zpracování řepy a vybudoval jejich společný podnik cukrovar v Úžicích. Tento v té době velice významný podnik prospěl veltruskému panství i celému dolnímu Povltaví. Obec Veltrusy ho jmenovala čestným členem.

### Ředitelem v libverdské škole
Po svatbě v září roku 1857 se Julius vrací z Veltrus navzdory lákavým nabídkám hraběte Chotka do Peruce na místo hospodářského ředitele, kde zůstane do roku 1870. Z Peruce Julius po dva roky – vyznamenán tak jmenováním od vlastenecko-hospodářské společnosti – řídil i polnohospodářskou školu v Děčíně – Libverdě, kterou roku 1850 založil jeho strýc Komers. Jako profesor zde Příborský v pedagogické činnosti vynikl. Během krize libverdské školy roku 1860 ho A. E. von Komers jmenuje svým nástupcem a po svém návratu svým zástupcem „ve všech případech jeho četného zaneprázdnění“. Roku 1870 byl Příborský centrálním inspektorem ředitelství thunovských statků v Praze a ředitelem továrny v Peruci, kde byl cukrovar, pivovar, lihovar a továrna na droždí v Telcích. Zároveň byl i centrálním inspektorem Komersova panství Mostov.

### Starostou krajského zastupitelstva v Lounech
V době, kdy byl zaměstnán jako ředitel thunovského panství Peruc, byl Julius Příborský zvolen za starostu krajského zastupitelstva v Lounech. Naproti tomu kandidaturu do českého zemského sněmu, navrženou obcí lounského volebního okrsku, odmítl zčásti z obav o přetížení zaměstnáním, zčásti protože chtěl jít z cesty nacionálním třenicím. Okresní zastupitelstvo lounské odbývalo svou valnou hromadu dne 23 dubna 1867. K volbě starosty odevzdáno celkem 19 lístků z nichž člen výboru p ředitel Julius Příborský obdržel 17 hlasů. Když pan náměstek výsledek volby prohlásil a zvoleného pana starostu Julia Příborského sboru představil, oslovil nově zvolený starosta shromáždění duchaplnou ráznou řečí vyslovil se, že volbu takovou důvěrou naň vznešenou přijímá. „Že pan starosta Příborský této úloze zajisté dostojí jsme úplně přesvědčeni neb známe jej co muže rázného velmi vzdělaného smýšlení vlasteneckého povahy přímé a pevné.“
Roku 1870 založil spolu s hrabětem Rudolfem Chotkem, konsulem Vilémem Küstnerem, Heliodorem Heidlem, A. E. Komersem, Josefem Nesvadbou, Janem Pakem a  Edvardem Beyerem akciovou společnost k vytěžení severočeských hnědouhelných dolů.

### Zavedení češtiny v úřadování
Na chotkovském velkostatku Nové Dvory jako inspektor přebral od roku 1871 část nových pravomocí. Zvláštní pozornost věnoval pravidelným týdenním poradám i iniciativě podřízených úředníků. Protokoly o poradách měly umožnit vrchnímu ředitelství poznat běžný chod nižších správních složek. Důležitou, byť formální změnou bylo zavedení češtiny v úřadování od počátku roku 1872.
Roku 1874, po smrti hraběte Františka Antonína Thuna přijímá pozici správního ředitele a hospodářského rady Chotkova panství. Správu majetku převzal roku 1876 a během pěti let se podařilo zvýšením výnosu a úsporami hraběcí domácnosti dosáhnout v bilanci přebytku. Julius Příborský řídil jako hospodářský rada centrálního ředitelství správu chotkovských velkostatků Nové Dvory, Bělušice a Veltrusy a byl prokuristou hraběcích cukrovarů v Ovčárech a Úžicích. Do stejné doby jako převzetí inspekce dalších panství hraběte Chotka, spadá také založení akciového cukrovaru v Mostě, v jehož blízkosti stál Julius jako vice-prezident a později jako prezident správní rady 25 let

### Železniční dráha DBE a získání licence
Roku 1870 je založena železniční dráha Praha-Duchcov, k níž dal Julius ve spolku s ředitelem Mikoleckým v zájmu Lounského a sousedících okresů podnět. Julius byl jako pověřenec výboru vyslán do Vídně, kde se mu za tři měsíce podařilo prosadit koncesi, což nebyl nijak lehký úkol, protože musel bojovat s konkurenčním projektem skupiny vedené velkoprůmyslníkem Liebigem, který byl podporován vlivnými ministry. Julius pak až do převzetí do státní režie patřil do správní rady. Jeho bratr Hermann (1834-1883), absolent techniky v Praze a ve Vídni se účastnil nejen výstavby, ale byl zde též inspektorem a správním ředitelem.

### Hospodářský klub pro Čechy a Zemědělská rada
Od roku 1867 byl zakládajícím členem – místopředsedou ustanovujícího výboru Hospodářského klubu pro Království české, poté členem jeho „ředitelstva“ (orgán 20 zástupců spolku ) a nakonec roku 1879 i jeho místopředsedou.  Pracoval i v jeho výborech pro pořádání nejrůznějších podniků spolku, např. výstav a podobně. Roku 1878 tak měl například s hrabětem Harrachem a inž. Jahnem na starosti spolkovou adressu císařském páru ke stříbrné svatbě. Když se roku 1880 klub změnil na hospodářskou společnost, byl zvolen jejím místopředsedou.
V Zemědělské radě pro Království české, která byla jedním z cílů činnosti hospodářského klubu, byl po její reformě z roku 1880 členem jako spolkem zvolený zástupce. Zvolen byl i do výboru rady v odboru pro záležitosti hospodářské. Činnost v radě byla "z úřadu čestného", členové však měli nárok na proplacení hotových vydání. Při jednání rady i výboru požívaly obě zemské řeči rovného práva.
Podle ekonoma Leonharda Miksche se Julius Příborský i během služby u hraběte Chotka podílel na veřejném životě osobně i literárně. Byl též prezidentem lihařského sdružení (Spiritusvereinigung von Böhmen, Mähren, Schlesien und Nieder-Oesterreich), komise pro polnohospodářské výstavy a členem komisí četných dalších výstav, správní rady Asekuračního spolku cukrovarníků v Rakousko-Uherském mocnářství v Praze, členem výboru Spolku pro zvelebení cukrovarnictví v Království
českém, či dozorčí rady Hospodářské úvěrní banky pro Čechy (Landwirtschaftliche Creditbank für Böhmen). Tak jako jeho strýc Anton Emanuel Komers také spolupůsobil při vzniku českého polnohospodářství na rozhodujícím místě.

### Úmrtí
Julius Příborský zemřel v Praze roku 1905, rozloučení se zemřelým bylo v kostele svatého Štěpána a pohřben byl na Olšanech. Obsáhlý nekrolog a podrobnou zprávu o hojně navštíveném pohřbu otiskla Bohemia.

## Rodina
Tchánem Julia Příborského byl zemědělec a poslanec Eduard Krziwanek. Anton Emanuel Komers byl Příborského strýc, stejně jako Emanuel Heinrich Komers baron von Lindenbach, či sekční šéf na ministerstvu války Karl Eduard baron von Lindenbach (1794–1870). Příborského synové Emanuel Prziborski (1859–1921), vrchní finanční rada a JUDr. Leo Prziborski-Voith-Herites (1867–1940), advokát užívali od roku 1901 s povolením místodržitelství variantu jména Prziborski. Dcera Anselma si vzala svého bratrance JUDr. Franz Ritter von Komers (1848–1934), okresního hejtmana v Lanškrouně, kde se v národnostně vypjatém prostředí jako rakouský monarchista snažil být neutrální. V době hilsneriády v regionu potlačil vlnu antisemitismu. Dcera Ella se vdala za rytmistra Karla Hánl Edler von Kirchtreu (1848–1897). Příborského švagry byli JUDr. Eduard Brzorád a Karl baron von Kutschera.

## Dílo
- Priborsky Julius: Landwirthschaftliche Notizen für den Besuch von Weltrus, Prag Druck der k. k. Hofbuchdruckerei von Gottlieb Haase Söhne, 1856, 16 stran[27]
- Priborsky Julius: Grundsätze des praktischen Rübenbaues, in Jahrbuch fur osterreichische Landwirthe, herausgegeben von AE Komers, I und II Jahrgang Zweite wohlfeilere Auegabe, Prag 1863 JG Calvesche k. k. Universitäts Buchhandlung Filiale in Jičin und Kuttenberg Friedrich Becke, strany 70–85
- Priborsky Julius: Theorie und Praxis der Boden Bearbeitung, in Jahrbuch für österreichische Landwirthe 1863, Begründet und unter Mitwirkung hervorragender Fachmänner herausgegeben von AE Komers , Dritter Jahrgang PRAG JS Salve'sche k. k. Universitäts Buchhandlung Filiale in Jitfchin und Kuttenberg Friedrich Becke, strany 136–146